# Mezzo Forte
Mezzo Forte（日语：メゾフォルテ）是2000年由梅津泰臣導演的原創影片動畫（OVA）。在美國，這些OVA被剪輯成動畫電影，並在同年發行DVD。是《A KITE》的精神續作。美國版包含了日本版中沒有的20分鐘的額外鏡頭，但沒有日本版的色情內容。